# NGC 7451
NGC 7451 est une galaxie spirale barrée située dans la constellation de Pégase. Sa vitesse par rapport au fond diffus cosmologique est de 6 310 ± 26 km/s, ce qui correspond à une distance de Hubble de 93,1 ± 6,5 Mpc (∼304 millions d'al). NGC 7451 a été découverte par l'astronome russo-américain Otto Struve en 1865.
La classe de luminosité de NGC 7451 est II-III et elle présente une large raie HI. De plus, c'est une galaxie du champ, c'est-à-dire qu'elle n'appartient pas à un amas ou un groupe et qu'elle est donc gravitationnellement isolée.
À ce jour, quatre mesures non basées sur le décalage vers le rouge (redshift) donnent une distance de 91,755 ± 7,655 Mpc (∼299 millions d'al), ce qui est à l'intérieur des valeurs de la distance de Hubble.

## Supernova
La supernova SN 2008hl a été découverte dans NGC 7451 le 20 novembre 2008 dans le cadre du programme LOSS (Lick Observatory Supernova Search) de l'Observatoire de Lick. Le type de cette supernova n'a pas été déterminé et sa magnitude au moment de sa découverte était de 18,8.